# Schaal Sels Merksem 2017
Das  92. Schaal Sels Merksem 2017 war ein belgisches Straßenradrennen mit Start und Ziel in Merksem nach 188,2 km. Es fand am Sonntag, den 27. August 2017, statt. Zudem war es Teil der UCI Europe Tour 2017 und dort in der Kategorie 1.1 eingestuft.
Sieger wurde der Niederländer Taco van der Hoorn von Roompot-Nederlandse Loterij mit zwei Sekunden vor Wout van Aert von Vérandas Willems-Crelan.

## Teilnehmende Mannschaften
| WorldTeam- Lotto NL-Jumbo Professional Continental Teams (8)- Verandas Willems-Crelan - Wanty-Groupe Gobert - Israel Cycling Academy - Sport Vlaanderen-Baloise - Gazprom-RusVelo - Roompot-Nederlandse Loterij - Nippo-Vini Fantini - WB-Veranclassic-Aqua Protect Continental Teams (7)- Tarteletto-Isorex - AGO-Aqua Service - Pauwels Sauzen-Vastgoedservice - An Post-ChainReaction - Cibel-Cebon - Start Vaxes-Partizan - CCB Velotooler |
| |

## Rennverlauf
Das Rennen führte über insgesamt 70 Kilometer Naturstraßen und Kopfsteinpflasterpassagen. Kurz nach dem Start setzte sich eine Gruppe um Justin Jules (Frankreich/WB Veranclassic) ab. Allerdings wurde diese kurz darauf wieder eingestellt. Erst nach 80 gefahrenen Kilometern formierte sich eine zwölf 12 Mann starke Gruppe mit Twan Castelijns (Niederlande/LottoNL), Bert Van Lerberghe (Belgien/Sport Vlaanderen) und Tom Devriendt (Belgien/Wanty). Die Gruppe wurde 70 Kilometer vor dem Ziel wieder gestellt.
Danach griff wieder Justin Jules an. Dieses Mal bekam er bis zu 40 Sekunden Vorsprung. 50 Kilometer vor dem Ziel schlossen zu ihm Wout van Aert (Belgien/Verandas), Stijn Devolder (Belgien/Verandas), Taco van der Hoorn (Niederlande/Roompot), Olivier Pardini (Belgien/WB Veranclassic), Ludwig De Winter (Belgien/WB Veranclassic) auf. Van der Hoorn und Devolder fielen allerdings durch Defekte zurück. 25 Kilometer vor dem Ziel konnte van der Hoorn die Lücke wieder schließen zu der Spitzengruppe. Anschließend konnte Jules nicht mehr dem Tempo der Spitzengruppe folgen. Sein Teamkollege Lukas Spengler (Schweiz) konnte dafür auf die Spitzengruppe auffahren. De Winter fiel durch einen Defekt aus der Führungsgruppe zurück.
Wenige Kilometer vor dem Ziel attackierte van Aert. Mit sechs Sekunden Vorsprung zu seinen ehemaligen Fluchtbegleitern ging er auf den Schlusskilometer. 300 Meter vor dem Ziel holte ihn van der Hoorn ein und gewann den Zweiersprint zwischen den beiden.

## Rennergebnis
| \| Gesamtwertung \| Gesamtwertung \| Gesamtwertung \| Gesamtwertung \| Gesamtwertung \| \| Fahrer \| Fahrer \| Land \| Team \| Zeit \| \| ------------- \| --------------------- \| ------------- \| ---------------------------- \| --------------- \| \| 1. \| Taco van der Hoorn \| Niederlande \| Roompot-Nederlandse Loterij \| 4 h 29 min 59 s \| \| 2. \| Wout van Aert \| Belgien \| Verandas Willems-Crelan \| + 2 s \| \| 3. \| Tim Merlier \| Belgien \| Verandas Willems-Crelan \| + 3 s \| \| 4. \| Amund Grøndahl Jansen \| Norwegen \| LottoNL-Jumbo \| + 3 s \| \| 5. \| Lukas Spengler \| Schweiz \| WB-Veranclassic-Aqua Protect \| + 3 s \| \| 6. \| Ludwig De Winter \| Belgien \| WB-Veranclassic-Aqua Protect \| + 57 s \| \| 7. \| Martijn Budding \| Niederlande \| Roompot-Nederlandse Loterij \| + 59 s \| \| 8. \| Stijn Steels \| Belgien \| Sport Vlaanderen-Baloise \| + 59 s \| \| 9. \| Dennis van Winden \| Niederlande \| Israel Cycling Academy \| + 1 min 12 s \| \| 10. \| Mihkel Räim \| Estland \| Israel Cycling Academy \| + 1 min 12 s \| |                       |             |                              |                 |
| |                       |             |                              |                 |
| Quelle: ProCyclingStats |                       |             |                              |                 |
| Gesamtwertung |                       |             |                              |                 |
| Fahrer | Fahrer                | Land        | Team                         | Zeit            |
| 1. | Taco van der Hoorn    | Niederlande | Roompot-Nederlandse Loterij  | 4 h 29 min 59 s |
| 2. | Wout van Aert         | Belgien     | Verandas Willems-Crelan      | + 2 s           |
| 3. | Tim Merlier           | Belgien     | Verandas Willems-Crelan      | + 3 s           |
| 4. | Amund Grøndahl Jansen | Norwegen    | LottoNL-Jumbo                | + 3 s           |
| 5. | Lukas Spengler        | Schweiz     | WB-Veranclassic-Aqua Protect | + 3 s           |
| 6. | Ludwig De Winter      | Belgien     | WB-Veranclassic-Aqua Protect | + 57 s          |
| 7. | Martijn Budding       | Niederlande | Roompot-Nederlandse Loterij  | + 59 s          |
| 8. | Stijn Steels          | Belgien     | Sport Vlaanderen-Baloise     | + 59 s          |
| 9. | Dennis van Winden     | Niederlande | Israel Cycling Academy       | + 1 min 12 s    |
| 10. | Mihkel Räim           | Estland     | Israel Cycling Academy       | + 1 min 12 s    |